# 配國王
配國王（英語：King consort）是女王的王夫之一種稱號。相較於較低階的配親王，其禮制上的地位與女王平等，待遇形同國王。
歐洲歷史上首位封配國王的王夫是蘇格蘭女王瑪麗一世的丈夫、達恩利勳爵亨利·斯圖亞特與女王結婚後就被冊封為配國王。
西班牙女王伊莎贝拉二世在位時期曾册封其丈夫為配國王。
少數國家如葡萄牙王國有冊封王夫的相關規定，該國規定王夫只有和女王生下子嗣後才可封為配國王（葡萄牙語：Rei consorte），否則只封為配親王（葡萄牙語：Príncipe consorte）。
一般情況下，配國王無實際統治權，但有些配國王與身為女王的妻子一同參與朝政。
英国並無配國王的制度。縱使如此，維多利亞女王曾欲册封其丈夫為配國王，但被英國政府所反對，最後不了了之，但親王的地位高過除女王以外的其他王室成員。伊丽莎白二世亦未將其丈夫爱丁堡公爵菲利普亲王册封為配親王，但其享有的王室禮遇及待遇較王儲查爾斯為高。